# NASDAQ MarketSite

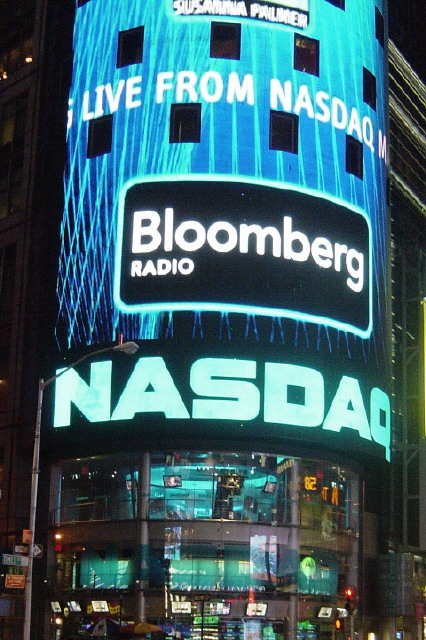
El MarketSite a Times Square, de nit.

El NASDAQ MarketSite és el centre concret de la Borsa del NASDAQ, a Nova York. Està situat al barri de Times Square, a Manhattan, a la cantonada nord-oest dels primers pisos del Condé Nast Building. Al mur exterior de la torre cilíndrica de set pisos hi ha una pantalla de vídeo gegant que anuncia els cursos de les accions, les informacions financeres, i publicitat diversa.
La planta baixa de l'edifici, envoltat de vidre, tanca un estudi de televisió. Un mur de  retro projecció de 17 metres d'ample i 4 metres d'alçada anuncia en temps real l'evolució del mercat, i permet als reporters de les cadenes MSNBC, CNBC, Fox News Channel, Bloomberg TV, BBC, i d'altres xarxes de televisió de tindre un decorat pels seus reportatges. La revista setmanal d'informació de BusinessWeek també es realitza al MarketSite.